# Xeito Fole
Xeito Fole (Lugo, 1985) es un artista visual y activista transgénero, transfeminista y antiespecista. En su trabajo utiliza los medios digitales para pensar críticamente las identidades sexo-genéricas hegemónicas y normativas, así como los límites de los cuerpos y las fronteras simbólicas, políticas y sociales.

## Trayectoria
Se licenció en Bellas Artes por la Universidad de Vigo. Obtuvo varias becas que le permitieron estudiar en la Pontificia Universidad Católica de Río de Janeiro, la École régionale des beaux-arts d'Angers y la Universidad de Barcelona . En esta última es donde finalizó sus estudios de especialización en audiovisual. Posteriormente realizó un máster en Artes Digitales en la Universidad Pompeu Fabra.

## Obra
Su obra es transversal e incluye diferentes disciplinas, desarrollando proyectos que relacionan arte, política y educación; durante el 2018 lleva a cabo el proyecto “Voces LGTBI+”, junto a iDensitat, presentado en el Museo de Arte Contemporáneo de Barcelona (MACBA). En 2016 y 2017 impartió talleres de video y lenguaje audiovisual dirigidos a obras colaborativas, como In Living Memory y A Travessia. También coordina la creación artística con la formación en diversidad sexual y de género desde una perspectiva transversal a través de metodologías creativas.
Su obra ha sido expuesta en diferentes exposiciones como:
- Diversidad, género y sexualidades (Porto, 2018)
- Muestra Marrana (Ecuador, 2016)
- El Venadito. Juntos contra el maltrato animal, Art Factory, Madrid (2016), CC Sagrada Familia, Barcelona (2016) Espai Antoni Miro Peris, Barcelona (2015)
- Habitat Creatiu, Can Felipa, Barcelona (2015)
- Artes Visuales, Creación Injuve . Tabacalera, Madrid (2012)
- Nits Digitals - Ciclo de artes electrónicas de Vic . ACVic (2012)
- Sense Titol '10, Facultad de Bellas Artes, Barcelona (2010)
- Nuevos Valores 2010. Museo Provincial de Pontevedra

Ha participado en residencias artísticas en centros de arte como Hangar o AcVic.

### Premios obtenidos
- 10x10 Pública (2012)
- II Encontro Artistas Novos (2012)
- Novos Valores 2010